# روبرت آدامز
روبرت آدامز (بالإنجليزية: Robert Adams)‏ (و. 1791 – 1875 م) هو جراح، وأستاذ جامعي، وطبيب، من جمهورية أيرلندا، ولد في دبلن، توفي في دبلن، عن عمر يناهز 84 عاماً.

## روابط خارجية
- روبرت آدامز على موقع الموسوعة البريطانية (الإنجليزية)